# Stropis subpustulata
Stropis subpustulata är en insektsart som först beskrevs av Walker, F. 1871.  Stropis subpustulata ingår i släktet Stropis och familjen gräshoppor. Inga underarter finns listade i Catalogue of Life.